# ديزي زامورا
ديزي زامورا (بالإسبانية: Daisy Zamora)‏ (20 يونيو 1950، ماناغوا في نيكاراغوا)؛ كاتِبة وشاعرة نيكاراغوية.